# Kidnapning (film fra 1982)
 For alternative betydninger, se Kidnapning (flertydig). (Se også artikler, som begynder med Kidnapning)
Kidnapning er en dansk børnefilm fra 1982, instrueret af Sven Methling. Manuskriptet er skrevet af Methling og Bjarne Reuter efter sidstnævntes roman.

## Medvirkende
- Lisbet Dahl
- Jesper Langberg
- Otto Brandenburg
- Axel Strøbye
- Vibeke Hastrup
- Holger Vistisen
- Marie-Louise Coninck
- Torben Hundahl
- Alf Lassen